# Winchcombe
Winchcombe is een civil parish in het bestuurlijke gebied Tewkesbury, in het Engelse graafschap Gloucestershire. De plaats telt 4538 inwoners.

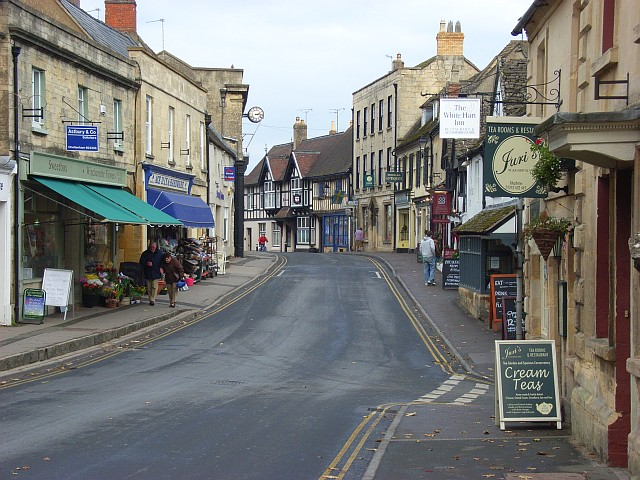
Straat in Winchcombe
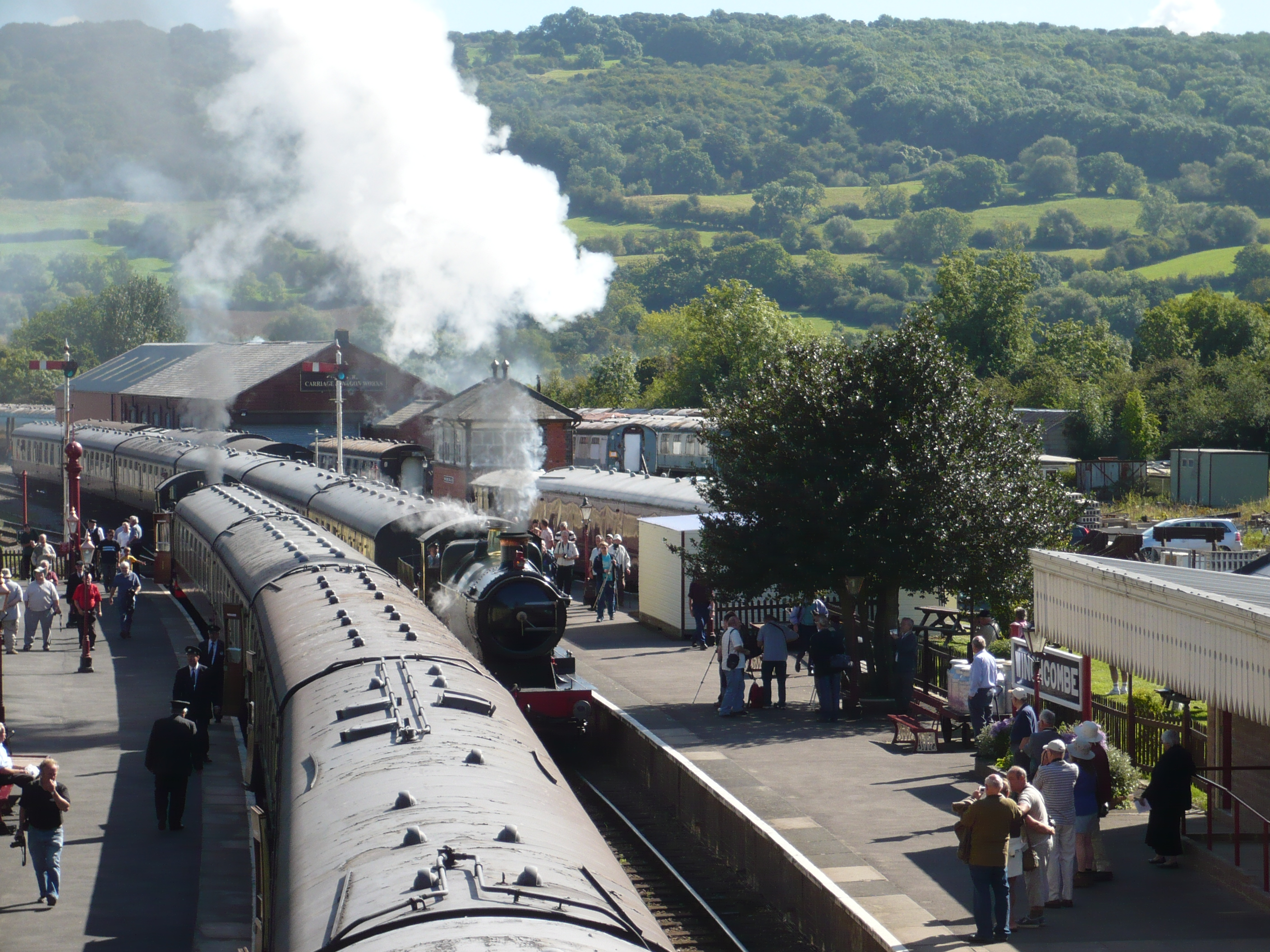
Station van Winchcombe
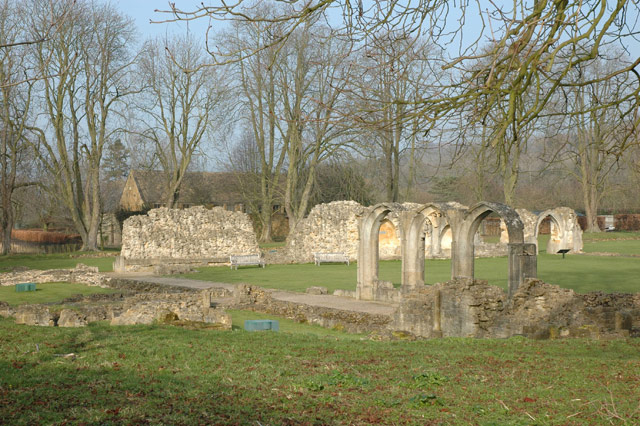
Hailes Abbey

## Geboren
- Cornelius Cardew (1936-1981), componist en improvisatiemuzikant